# Cycas furfuracea
Cycas furfuracea — вид голонасінних рослин класу саговникоподібні (Cycadopsida).

## Опис
Стебла деревовиді, 2(4) м заввишки, 18–22 см діаметром у вузькому місці. Листки блакитні, тьмяні, 80–150 см в довжину. Пилкові шишки від вузько-яйцюватих до веретеноподібних, помаранчеві, коричневі, довжиною 30–40 см, 7–9 см діаметром. Мегаспорофіли 26–36 см завдовжки, від біло-повстяних до сіро-повстяні або коричнево-повстяних. Насіння плоске, яйцювате, 32–36 мм завдовжки, 27–32 мм завширшки; саркотеста оранжево-коричнева, 2–3 мм завтовшки.

## Поширення, екологія
Країни поширення: Австралія (Західна Австралія). Росте на висотах від 250 до 300 м. Рослину зазвичай можна знайти на скелетних піщаних ґрунтах, жорсткому кременистому метапіщанику і крутих схилах. У Кімболтоні субстрати незвичайні в тому, що аналогічні субстратам описаним вище, а також росте на червоній глині на скелястих виходах базальтів. Зустрічається в сухих рідколіссях.

## Загрози та охорона
Для цього виду немає загроз. Був записаний з охоронних територій.